# Adobe RoboHelp
Adobe RoboHelp es un aplicación informática para la creación y edición de manuales de ayuda, desarrollada y publicada por Adobe Inc. para Microsoft Windows. RoboHelp fue creado por Gen Kiyooka, y Blue Sky Software lanzó la versión 1.0 en enero de 1992.
Blue Sky Software fue fundada en 1990 y cambió su nombre a eHelp Corporation el 4 de abril de 2000. Macromedia adquirió la empresa el 24 de octubre de 2003. A su vez, Macromedia fue adquirida por Adobe Systems el 3 de diciembre de 2005. Desde 2007, Adobe Systems ha desarrollado y lanzado nueve versiones sucesivas de RoboHelp.

## Características
Adobe RoboHelp puede generar archivos de ayuda en los siguientes formatos:
| - Adobe AIR - Adobe PDF - EclipseHelp - ePub - FlashHelp - FlashHelp Pro - JavaHelp - KF8 | - Microsoft Compiled HTML Help - Microsoft WinHelp - Microsoft Word - MOBI - Oracle Help for Java - WebHelp - WebHelp Pro - XHTML - XML |

## Historial de versiones
Las formas en que Blue Sky Software/eHelp Corporation, Macromedia y Adobe Systems numeraron las versiones confundieron a los usuarios antiguos de RoboHelp. Por ejemplo, cuando Adobe lanzó su primera versión en enero de 2007, fue la decimocuarta en la historia del software, pero la llamaron versión 6, siguiendo el patrón de Macromedia y omitiendo la 'X' que usaba la versión anterior, RoboHelp X5. Esto causó confusión ya que Blue Sky Software había lanzado RoboHelp 6.0 en 1998. Adobe siguió esa numeración con versiones 7 a 11 hasta 2014. En 2015, con Adobe RoboHelp 2015, adoptaron un sistema de numeración nuevo usando el año de lanzamiento en lugar de un número de versión. Esto eliminó la incertidumbre sobre cuál era la última versión. La versión actual es Adobe RoboHelp 2022.
| Versión     | Lanzamiento              | Cambios |
| ----------- | ------------------------ | --- |
| 1.0         | Enero de 1992            | Primera versión disponible |
| 2.0–12.0    | 1993-2003                | Blue Sky Software/eHelp Corporation lanzó 11 versiones sucesivas de RoboHelp entre 1993 y 2003, comenzando con la versión 2.0 y culminando con la versión X4, que se lanzó el 27 de mayo de 2003. RoboHelp X4 fue la duodécima versión del software. |
| 13.0        | 27 de enero de 2004      | Tres meses después de que Macromedia adquiriera eHelp Corporation, lanzó RoboHelp X5 el 27 de enero de 2004. Aunque RoboHelp X5 era la decimotercera versión del software, Macromedia decidió mantener la convención de numeración de versiones de la versión anterior. |
| 14.0        | 17 de enero de 2007      | Adobe Systems lanzó Adobe RoboHelp 6, que fue la decimocuarta versión del software, el 17 de enero de 2007. Las mejoras incluyen:- Compilación mediante línea de comandos - Variables definidas por el usuario - Informes de uso de etiquetas de construcción - Mejoras en la importación/exportación de Microsoft Word - Integración con Adobe Acrobat Elements |
| 15.0        | 27 de septiembre de 2007 | Adobe Systems lanzó Adobe RoboHelp 7 el 27 de septiembre de 2007. RoboHelp 7 estuvo disponible como una versión independiente y como parte de Adobe Technical Communication Suite 1.0. Las mejoras incluyen:- Compatibilidad con Unicode - Compatibilidad con Windows Vista y Office 2007 - Interfaz de usuario más flexible - Editor más refinado |
| 16.0        | 20 de enero de 2009      | Adobe Systems lanzó Adobe RoboHelp 8 el 20 de enero de 2009. RoboHelp 8 estuvo disponible como una versión independiente y como parte de Adobe Technical Communication Suite 2.0. Las mejores incluyen:- Importación directa de archivos HTML o XHTML - Importación de contenido DITA - Nuevos pods de Estilos y Formato y Gestor de Recursos - Nuevo editor de estilos para crear y editar estilos - Generación de proyectos de ayuda en formato Adobe AIR - Mejoras de búsqueda - Compatibilidad con scripts - Integración con Adobe Captivate |
| 17.0        | 11 de enero de 2011      | RoboHelp 9 estuvo disponible como una versión independiente y como parte de Adobe Technical Communication Suite 3.0. Las mejoras incluyen:- Compatibilidad con recursos compartidos y vinculados - Pods mejorados de variables definidas por el usuario y fragmentos - Creación automatizada de ayuda de contexto sensible - Vista previa de salida web en múltiples navegadores |
| 18.0        | 26 de julio de 2012      | RoboHelp 10 estuvo disponible como una versión independiente y como parte de Adobe Technical Communication Suite 4.0. Las mejoras incluyen:- Contenido HTML5 para múltiples pantallas - Exportación a formatos de archivo Kindle (KF8) de Amazon y Mobipocket (.mobi) - Diseños de pantalla personalizables - Integración con Microsoft SharePoint |
| 19.0        | 14 de enero de 2014      | Adobe RoboHelp 11 se lanzó el 14 de enero de 2014. Estaba disponible como producto independiente y como parte de Adobe Technical Communication Suite 5.0. Las mejoras incluyen:- Publicación HTML5 adaptable con un solo clic - Editor de diseño HTML5 adaptable - Encabezados y pies de página personalizados en la documentación impresa - Ayuda contextual para aplicaciones móviles - Gestión de recursos compartidos en la nube - Visores de ayuda en línea y fuera de línea                                                                |
| 2015 (20.0) | 8 de junio de 2015       | Esta fue la primera versión producida por Adobe que incluyó el año de lanzamiento en lugar del número de versión. Estaba disponible como producto independiente o como parte de Adobe Technical Communication Suite 6.0. Las mejoras incluyen:- Compatibilidad con aplicaciones móviles - Interfaz de usuario tipo cinta - Funcionalidad de búsqueda mejorada - Filtrado dinámico - Diseños adaptables y mejoras - Compatibilidad con idiomas de derecha a izquierda (RTL)                                                                       |
| 2017 (21.0) | 31 de enero de 2017      | Está disponible como producto independiente o como parte de Adobe Technical Communication Suite (versión de 2017). Las mejoras incluyen:- Dos nuevos diseños en HTML5 - Funcionalidad de autocompletar en la búsqueda dentro de un archivo de proyecto de ayuda generado - Cambio sencillo entre vistas de variables - Creación de imágenes en miniatura expandibles en un proyecto generado para una carga más rápida |